# ミヘイル・カズベギ
ミヘイル・ガブリエリス・ゼ・カズベギ（グルジア語: მიხეილ გაბრიელის ძე ყაზბეგი、グルジア語ラテン翻字: Mikheil Gabrielis dze Kazbegi、ロシア語: Михаил Гаврилович Казбек、1805年6月15日 – 1876年6月18日）は、ジョージアの貴族、カズベギ家当主。ロシア帝国の軍人。実姓はチョピカシヴィリ（グルジア語: ჩოფიკაშვილი、グルジア語ラテン翻字: Chopikashvili）。

## 生涯
1805年に誕生。トビリシ貴族学校で教育を受けた。
1819年2月13日、カズベギはアレクセイ・ペトロヴィチ・イェルモロフ将軍配下において、コーカサス戦争参戦のためロシア軍少尉となった。カズベギはこの戦争全体を通してコーカサスで活動し、複数の任務に携わった。その後、近衛コサック連隊大尉に昇任。1845年、ダルゴの戦いへの遠征で大佐となった。
1850年から1859年まではティフリス県で山岳民族の統治者を務め、専制的な地位にあった。1852年2月1日、将校25年目を称えた聖ゲオルグ十字章4級を受章。1859年、少将に昇任。

## 家族
父親はロシア帝国将校のガブリエル・カズベギ。
エスタテ・タルフニシヴィリの娘エリサベディと結婚し、次の子供をもうけた
- アレクサンドレ・カズベギ — 作家（1848年–1893年）